# Elezioni legislative nei Paesi Bassi del 1925
Le elezioni legislative nei Paesi Bassi del 1925 si tennero il 1º luglio per il rinnovo della Tweede Kamer.

## Risultati
| Liste                                                   | Voti      | %     | Seggi |
| ------------------------------------------------------- | --------- | ----- | ----- |
| Lega Generale delle Unioni Elettorali Romano-Cattoliche | 883 333   | 28,63 | 30    |
| Partito Socialdemocratico dei Lavoratori                | 706 689   | 22,90 | 24    |
| Partito Anti-Rivoluzionario                             | 377 426   | 12,23 | 13    |
| Unione Cristiana-Storica                                | 305 587   | 9,90  | 11    |
| Partito Liberale di Stato                               | 226 409   | 7,34  | 8     |
| Lega Libero-Democratica                                 | 187 183   | 6,07  | 7     |
| Partito Politico Riformato                              | 62 513    | 2,03  | 2     |
| Lega dei Contadini                                      | 43 877    | 1,42  | 1     |
| Gruppo Staalman-Ter Hall                                | 43 155    | 1,40  | 1     |
| Partito Popolare Romano-Cattolico                       | 40 135    | 1,30  | 1     |
| Partito Comunista dei Paesi Bassi                       | 36 770    | 1,19  | 1     |
| Partito Riformato di Stato                              | 30 258    | 0,98  | –     |
| Partito della Classe Media                              | 23 176    | 0,75  | –     |
| Lega dei Contadini - De Boer                            | 18 762    | 0,61  | –     |
| Altri <0,50%                                            | 100 589   | 3,26  | –     |
| Totale                                                  | 3 085 862 | 100   | 100   |